# Jim Ramstad

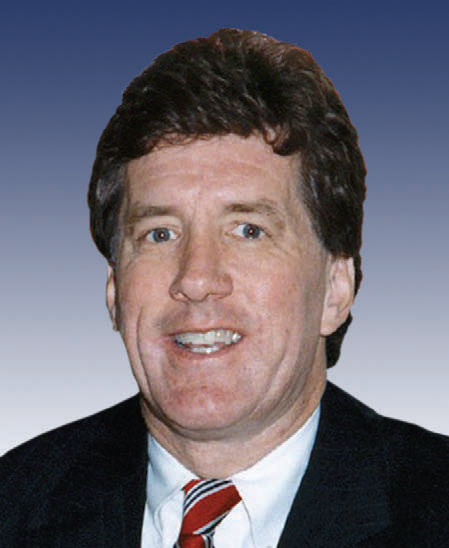
Jim Ramstad

James Marvin „Jim“ Ramstad (* 6. Mai 1946 in Jamestown, North Dakota; † 5. November 2020 in Wayzata, Minnesota) war ein US-amerikanischer Politiker (Republikaner). Zwischen 1991 und 2009 vertrat er den Bundesstaat Minnesota im US-Repräsentantenhaus.

## Werdegang
Jim Ramstad besuchte bis 1968 die University of Minnesota. Danach studierte er bis 1973 an der George Washington University Jura. Von 1968 bis 1975 gehörte er auch der Reserve der US Army an. In den Jahren 1969 und 1970 arbeitete er im Stab des Vorsitzenden des Repräsentantenhauses von Minnesota. 1970 wurde er Mitarbeiter des Kongressabgeordneten Thomas S. Kleppe aus North Dakota. Von 1974 bis 1978 war er Dozent an der American University in Washington. 1978 leitete Ramstad den Wahlkampf des Kongressabgeordneten Bill Frenzel.
Politisch schloss sich Ramstad der Republikanischen Partei an. Von 1981 bis 1990 gehörte er dem Senat von Minnesota an. Bei den Kongresswahlen des Jahres 1990 wurde er als Kandidat seiner Partei im dritten Wahlbezirk von Minnesota in das US-Repräsentantenhaus in Washington gewählt. Dort trat er am 3. Januar 1991 die Nachfolge von Bill Frenzel an. Nach acht Wiederwahlen konnte er bis zum 3. Januar 2009 neun zusammenhängende Legislaturperioden im Kongress absolvieren. Bei den Wahlen 2008 verzichtete er auf eine weitere Kandidatur.
Im Kongress war Ramstad Mitglied des Committee on Ways and Means sowie zweier Unterausschüsse. Außerdem war er stellvertretender Vorsitzender von vier weiteren Kongressgremien. Unter den republikanischen Kongressabgeordneten aus Minnesota galt er als der liberalste, der in 68 % der Abstimmungen konservativ abstimmte, aber immerhin in 21 % der Abstimmungen die liberale Seite des Hauses unterstützte. Jim Ramstad war verheiratet und lebte in Wayzata, einem Vorort von Minneapolis. Er war zuletzt Vorstandsmitglied im National Center on Addiction and Substance Abuse der Columbia University.